# Burial
Burial (wł. William Bevan) – brytyjski producent muzyczny pochodzący z Londynu.
Jego muzyka jest kolażem dubstepu z elementami ambientu, UK garage'u, jak również house'u. Jego debiutancki album pt. Burial wydany w 2006 roku nakładem wytwórni Hyperdub został uznany płytą roku przez niezależne, opiniotwórcze pismo muzyczne The Wire. W 2007 ukazał się drugi album Untrue i tak, jak poprzedni zyskał bardzo przychylne recenzje i wysokie noty krytyków. Użytkownicy serwisu Discogs ocenili płytę na 4.67 w pięciopunktowej skali, a serwis internetowy Metacritic okrzyknął Untrue drugim najwyżej ocenianym albumem 2007 roku.

## Tożsamość
Mimo że oba albumy zostały przyjęte z wyjątkowym uznaniem, tożsamość Buriala była nieznana aż do sierpnia 2008. Burial w wywiadzie dla brytyjskiego  Guardiana z października 2007 powiedział, że tylko pięć osób z jego otoczenia zdaje sobie sprawę, że tworzy on muzykę. W lutym 2008 The Guardian poinformował, że Burial jest absolwentem Elliott School w Londynie i nazywa się William Bevan. Inny absolwent tej szkoły, Joe Goddard z zespołu Hot Chip zdradził, że Burial uczył się w klasie o rok wyższej od niego. Mimo tego, wiele osób nie wierzy w oficjalne słowa i podejrzewa, że Burial to kolejny pseudonim Four Teta lub muzyczny projekt Davida Lyncha.
Na początku 2014 roku wytwórnia Hyperdub zamieściła na swojej stronie internetowej wiadomość od Buriala wraz ze zdjęciem (www.hyperdub.net), co ostatecznie rozwiało wątpliwości co do jego tożsamości.

## Dyskografia

### Albumy
- Burial (2006), Hyperdub
- Untrue (2007), Hyperdub

### EP
- South London Boroughs (2005), Hyperdub
- Distant Lights (2006), Hyperdub
- Ghost Hardware (2007), Hyperdub
- Street Halo (2011), Hyperdub
- Kindred (2012), Hyperdub
- Truant / Rough Sleeper (2012), Hyperdub
- Rival Dealer (2013), Hyperdub
- Young Death / Nightmarket (2016), Hyperdub
- Subtemple / Beachfires (2017), Hyperdub
- Rodent (2017), Hyperdub
- Pre Dawn / Indoors (2017), Hyperdub
- Claustro / State Forest (2019), Hyperdub

### Kompilacje
- Street Halo / Kindred (2012), Beat Records

### Utwory w innych albumach
- Versus - Warrior Dubz (2006), Planet Mu
- Unite - Box of Dub (2007), Soul Jazz Records
- Fostercare - 5: Five Years of Hyperdub (2009), Hyperdub
- Lambeth - Hyperdub 10.4 (2014), Hyperdub